# Алма (Колорадо)
Алма (англ. Alma) — місто (англ. town) в США, в окрузі Парк штату Колорадо. Населення — 296 осіб (2020). Найвище відносно рівня моря містечко з постійним населенням у штаті та країні.

## Географія
Алма розташована за координатами 39°17′9″ пн. ш. 106°3′59″ зх. д. / 39.28583° пн. ш. 106.06639° зх. д. (39.285942, -106.066319).  За даними Бюро перепису населення США в 2010 році місто мало площу 0,94 км², з яких 0,93 км² — суходіл та 0,00 км² — водойми. В 2017 році площа становила 1,13 км², з яких 1,12 км² — суходіл та 0,01 км² — водойми.

### Клімат
| Клімат : Алма         | Клімат : Алма | Клімат : Алма | Клімат : Алма | Клімат : Алма | Клімат : Алма | Клімат : Алма | Клімат : Алма | Клімат : Алма | Клімат : Алма | Клімат : Алма | Клімат : Алма | Клімат : Алма | Клімат : Алма |
| Показник              | Січ.          | Лют.          | Бер.          | Квіт.         | Трав.         | Черв.         | Лип.          | Серп.         | Вер.          | Жовт.         | Лист.         | Груд.         | Рік           |
| Середній максимум, °C | −4,1          | −2,1          | 0,6           | 3,6           | 8,4           | 14,7          | 17,7          | 16,9          | 13,4          | 7,6           | 0,2           | −3,3          | 6,2           |
| Середній мінімум, °C  | −17,4         | −16,6         | −14           | −10,7         | −4,8          | 0,6           | 3,3           | 3,2           | −0,7          | −6,1          | −13,2         | −16,4         | −7,7          |
| Норма опадів, мм      | 52            | 44            | 60            | 60            | 53            | 29            | 57            | 53            | 38            | 36            | 50            | 47            | 579           |
| --------------------- | ------------- | ------------- | ------------- | ------------- | ------------- | ------------- | ------------- | ------------- | ------------- | ------------- | ------------- | ------------- | ------------- |
| Джерело:              |               |               |               |               |               |               |               |               |               |               |               |               |               |

## Демографія
Згідно з переписом 2010 року, у місті мешкало 270 осіб у 137 домогосподарствах у складі 57 родин. Густота населення становила 288 осіб/км².  Було 189 помешкань (202/км²).
Расовий склад населення:
| - 93,3 % — білих - 1,1 % — корінних американців - 0,4 % — чорних або афроамериканців - 1,1 % — осіб інших рас |

До двох чи більше рас належало 4,1 %. Частка іспаномовних становила 7,0 % від усіх жителів.
За віковим діапазоном населення розподілялося таким чином: 23,0 % — особи молодші 18 років, 72,6 % — особи у віці 18—64 років, 4,4 % — особи у віці 65 років та старші. Медіана віку мешканця становила 36,0 року. На 100 осіб жіночої статі у місті припадало 132,8 чоловіків;  на 100 жінок у віці від 18 років та старших — 147,6 чоловіків також старших 18 років.
Середній дохід на одне домашнє господарство  становив 50 607 доларів США (медіана — 45 000), а середній дохід на одну сім'ю — 56 017 доларів (медіана — 55 313). Медіана доходів становила 24 922 долари для чоловіків та 40 938 доларів для жінок. За межею бідності перебувало 20,5 % осіб, у тому числі 33,3 % дітей у віці до 18 років та 33,3 % осіб у віці 65 років та старших.
Цивільне працевлаштоване населення становило 202 особи. Основні галузі зайнятості: мистецтво, розваги та відпочинок — 33,2 %, освіта, охорона здоров'я та соціальна допомога — 14,9 %, науковці, спеціалісти, менеджери — 13,9 %, будівництво — 13,4 %.